# تک‌آهنگ‌های جنت جکسون
این مقاله دربارۀ تک‌آهنگ‌های جنت جکسون، خواننده و ترانه‌سرای آمریکایی است. جنت بیش از ۱۰۰ میلیون آلبوم در سراسر جهان فروخته است. بیلبورد او را به‌عنوان سومین هنرمند زن برتر تمام دوران در تاریخ بیلبورد هات ۱۰۰ (پس از مدونا و ماریا کری) قرار داد.
او به ۱۰ تک‌آهنگ شماره یک هات ۱۰۰، ۱۶ تک‌آهنگ شماره یک آر اند بی و ۲۰ تک‌آهنگ شماره یک Hot Dance/Club Play رسیده است. او همچنین دارای ۲۸ بازدید برتر از ۱۰ بازدید در هات ۱۰۰، ۳۱ بازدید از ۱۰ بازدید برتر در نمودار آر اند بی، و ۳۴ بازدید از ۱۰ بازدید برتر در نمودار Hot Dance/Club Play است. او اولین و تنها هنرمند در تاریخ است که هفت آهنگ برتر از یک آلبوم به‌نام «ملتِ ریتمِ جنت جکسون ۱۸۱۴» را تولید کرده و رکورد بیشترین ده اثر برتر متوالی در جدول ۱۰۰ تک آهنگ داغ بیلبورد آمریکا توسط یک هنرمند زن را دارد.
در ۹ ژانویه ۲۰۱۰، تک‌آهنگ «من را بساز» جکسون به رتبه یک جدول رقص آمریکا رسید و مجموع او را به ۱۹ تک‌آهنگ شماره یک در نمودارهای رقص (دومین مجموع بهترین در تاریخ چارت در آن زمان) رساند، او را به اولین هنرمندی تبدیل کرد که در هر یک از چهار دهه گذشته به یک تک‌آهنگ شماره یک دست یافت. در سال ۲۰۱۸، «ساخته برای الان» بیستمین شماره یک و چهلمین ورودی خود را در این نمودار ثبت کرد و تنها همکاری دیگری بود که به‌جز «جیغ» با مایکل جکسون به شماره یک رسید، این یکی با ددی یانکی (و اولین شماره یک او در این نمودار بود).
آلبوم‌های کنترل، ملتِ ریتمِ ۱۸۱۴ و طناب مخملی در فهرست «۵۰۰ آلبوم برتر تمام دوران» رولینگ استون گنجانده شده است. او برنده پنج جایزه گرمی و ۹ آلبوم متوالی در بین ده آلبوم برتر بیلبورد ۲۰۰ آمریکا است.

## دهه ۱۹۸۰
| نام                                                   | آلبوم                   | سال  |
| ----------------------------------------------------- | ----------------------- | ---- |
| «عشقِ جوان»                                            | جنت جکسون               | ۱۹۸۲ |
| «بیا عشقت را به من بده»                               | جنت جکسون               | ۱۹۸۳ |
| «بگو انجام میدی»                                      | جنت جکسون               | ۱۹۸۳ |
| «عشق و بهترین دوستم»                                  | جنت جکسون               | ۱۹۸۳ |
| «این چیزِ خوب را خراب نکن»                             | جنت جکسون               | ۱۹۸۳ |
| «شانس دیگه‌ای نداشته باش»                              | خیابانِ رویا             | ۱۹۸۴ |
| «دو به قدرتِ عشق» (با کلیف ریچارد)                     | خیابانِ رویا             | ۱۹۸۴ |
| «دخترانِ سریع»                                         | خیابانِ رویا             | ۱۹۸۴ |
| «خیابانِ رویا»                                         | خیابانِ رویا             | ۱۹۸۴ |
| «اخیرا برام چکار کردی»                                | کنترل                   | ۱۹۸۶ |
| «بدجنس»                                               | کنترل                   | ۱۹۸۶ |
| «وقتی به تو فکر می‌کنم»                                | کنترل                   | ۱۹۸۶ |
| «کنترل»                                               | کنترل                   | ۱۹۸۶ |
| «بیا کمی صبر کنیم»                                    | کنترل                   | ۱۹۸۷ |
| «اصلِ لذت»                                             | کنترل                   | ۱۹۸۷ |
| «خنده‌داره چجوری زمان می‌گذره (وقتی در حال تفریح هستی)» | کنترل                   | ۱۹۸۷ |
| «دلم برات خیلی تنگ شده»                               | ملت ریتم جنت جکسون ۱۸۱۴ | ۱۹۸۹ |
| «ملت ریتم»                                            | ملت ریتم جنت جکسون ۱۸۱۴ | ۱۹۸۹ |

## دهه ۱۹۹۰
| نام                                                                                    | آلبوم                               | سال  |
| -------------------------------------------------------------------------------------- | ----------------------------------- | ---- |
| «فرار»                                                                                 | ملتِ ریتمِ جنت جکسون ۱۸۱۴             | ۱۹۹۰ |
| «بسیار خوب» (تکی یا با حضور هوی دی)                                                    | ملتِ ریتمِ جنت جکسون ۱۸۱۴             | ۱۹۹۰ |
| «به من برگرد»                                                                          | ملتِ ریتمِ جنت جکسون ۱۸۱۴             | ۱۹۹۰ |
| «گربۀ سیاه»                                                                            | ملتِ ریتمِ جنت جکسون ۱۸۱۴             | ۱۹۹۰ |
| «عشق هرگز انجام نخواهد شد (بدون تو)»                                                   | ملتِ ریتمِ جنت جکسون ۱۸۱۴             | ۱۹۹۰ |
| «وضعیتِ جهان»                                                                           | ملتِ ریتمِ جنت جکسون ۱۸۱۴             | ۱۹۹۱ |
| «بهترین چیزها در زندگی رایگان‌اند» (همراه لوتر وندرس با حضور بل بیو دیو و رالف ترسوانت) | مو پول                              | ۱۹۹۲ |
| «عشق همینه»                                                                            | جنت                                 | ۱۹۹۳ |
| «اگر»                                                                                  | جنت                                 | ۱۹۹۳ |
| «دوباره»                                                                               | جنت                                 | ۱۹۹۳ |
| «به‌خاطرِ عشق»                                                                           | جنت                                 | ۱۹۹۴ |
| «هر زمان، هر جا»                                                                       | جنت                                 | ۱۹۹۴ |
| «و روشن و روشن»                                                                        | جنت                                 | ۱۹۹۴ |
| «ضربان»                                                                                | جنت                                 | ۱۹۹۴ |
| «تو این را می‌خوای» (با حضور ام‌سی لیت)                                                  | جنت                                 | ۱۹۹۴ |
| «شیارِ عشقِ دهه ۷۰»                                                                      | جنت                                 | ۱۹۹۴ |
| «اوه حالا/چکار کنم»                                                                    | جنت                                 | ۱۹۹۵ |
| «چکار کنم»                                                                             | جنت                                 | ۱۹۹۵ |
| «جیغ» (همراه با مایکل جکسون)                                                           | تاریخ: گذشته، حال و آینده، کتاب یکم | ۱۹۹۵ |
| «فرار کن»                                                                              | طراحی یک دهه: ۱۹۸۶-۱۹۹۶             | ۱۹۹۵ |
| «بیست تا پیش‌بازی»                                                                      | طراحی یک دهه: ۱۹۸۶-۱۹۹۶             | ۱۹۹۵ |
| «تا زمانی‌که رفته» (با حضور کیو تیپ و جونی میچل)                                        | طناب مخملی                          | ۱۹۹۷ |
| «دوباره با هم»                                                                         | طناب مخملی                          | ۱۹۹۷ |
| «من تنها می‌شم» (تکی یا با بلک‌استریت)                                                   | طناب مخملی                          | ۱۹۹۸ |
| «رفتن به عمق»                                                                          | طناب مخملی                          | ۱۹۹۸ |
| «تو»                                                                                   | طناب مخملی                          | ۱۹۹۸ |
| «هر زمان»                                                                              | طناب مخملی                          | ۱۹۹۸ |

## دهه ۲۰۰۰
| نام                                                                                   | آلبوم                        | سال  |
| ------------------------------------------------------------------------------------- | ---------------------------- | ---- |
| «واقعاً مهم نیست»                                                                      | پروفسور دیوانه ۲: موسیقی متن | ۲۰۰۰ |
| «همش برای تو»                                                                         | همش برای تو                  | ۲۰۰۱ |
| «کسی که معشوقِ من را صدا کند»                                                          | همش برای تو                  | ۲۰۰۱ |
| «پدر سوخته (فکر می‌کنم این ترانه درباره توست)» (همراه کارلی سایمون با حضور میسی الیوت) | همش برای تو                  | ۲۰۰۱ |
| «فقط کمی»                                                                             | دامیتا جو                    | ۲۰۰۴ |
| «من تو را می‌خوام»                                                                     | دامیتا جو                    | ۲۰۰۴ |
| «کلِ شب (متوقف نشو)»                                                                   | دامیتا جو                    | ۲۰۰۴ |
| «بهم زنگ بزن» (همراه نلی)                                                             | ۲۰ وای. او.                  | ۲۰۰۶ |
| «خیلی هیجان‌زده» (با حضور کایا)                                                        | ۲۰ وای. او.                  | ۲۰۰۶ |
| «با تو»                                                                               | ۲۰ وای. او.                  | ۲۰۰۶ |
| «بازخورد»                                                                             | انضباط                       | ۲۰۰۷ |
| «تکان با تو»                                                                          | انضباط                       | ۲۰۰۸ |
| «لو»                                                                                  | انضباط                       | ۲۰۰۸ |
| «نمی‌تونم خوب باشم»                                                                    | انضباط                       | ۲۰۰۸ |
| «من را بساز»                                                                          | نامبر وانز                   | ۲۰۰۹ |

## دهه ۲۰۱۰
| نام                                  | آلبوم                  | سال  |
| ------------------------------------ | ---------------------- | ---- |
| «هیچی»                               | چرا من هم ازدواج کردم؟ | ۲۰۱۰ |
| «بدونِ خواب» (تکی یا با حضور جی. کول) | شکست‌ناپذیر             | ۲۰۱۵ |
| «شکست‌ناپذیر»                         | شکست‌ناپذیر             | ۲۰۱۵ |
| «عزیزِ لعنتی»                         | شکست‌ناپذیر             | ۲۰۱۶ |
| «ساخته برای الان» (همراه ددی یانکی)  | تک‌آهنگ بدون آلبوم      | ۲۰۱۸ |

## دیگر همکاری‌ها
| نام                                                                | آلبوم                 | سال  |
| ------------------------------------------------------------------ | --------------------- | ---- |
| «الماس» (هرب آلپرت)                                                | چشمت را روی من نگه‌دار | ۱۹۸۷ |
| «ساختِ عشق در باران» (هرب آلپرت)                                    | چشمت را روی من نگه‌دار | ۱۹۸۷ |
| «خیابانِ ۲۳۰۰ جکسون» (به‌عنوان عضوی از جکسون‌ها)                      | خیابانِ ۲۳۰۰ جکسون     | ۱۹۸۹ |
| «ما دنیاییم ۲۵ برای هائیتی» (به‌عنوان بخشی از هنرمندان برای هائیتی) | تک‌آهنگ بدون آلبوم     | ۲۰۱۰ |

## تک‌آهنگ‌های تبلیغاتی
| نام                                 | آلبوم                                          | سال  |
| ----------------------------------- | ---------------------------------------------- | ---- |
| «از نو شروع کن»                     | کنترل (ویرایش ژاپنی)                           | ۱۹۸۵ |
| «بیشتر بخواه»                       | تک‌آهنگ بدون آلبوم / پپسی                       | ۱۹۹۹ |
| «بیا بلند شو»                       | همش برای تو                                    | ۲۰۰۱ |
| «مگامیکس ۰۴»                        | تک‌آهنگ بدون آلبوم / نمایش نیمه‌وقت سوپربول ۲۰۰۴ | ۲۰۰۳ |
| «معتادِ آر اند بی»                   | دامیتا جو                                      | ۲۰۰۴ |
| «لذت ببر»                           | ۲۰ وای. او.                                    | ۲۰۰۶ |
| «آن را بسوزان» (با حضور میسی الیوت) | شکست‌ناپذیر                                     | ۲۰۱۵ |
| «بزرگ برای همیشه»                   | شکست‌ناپذیر                                     | ۲۰۱۶ |

## همچنین ببینید
- آلبوم‌های جنت جکسون
- ویدئوگرافی جنت جکسون
- لیست جوایز و نامزدهای دریافت شده توسط جنت جکسون

## منبع
1. ↑  Vibe Staff (April 29, 2020). "Janet Jackson Biopic Reportedly In Development". Vibe. Retrieved January 10, 2020.
2. ↑  Kohli, Diti (February 12, 2020). "Janet Jackson brings Black Diamond tour to TD Garden this summer". The Boston Globe. Retrieved January 10, 2020.
3. ↑  Levine, Nick (June 24, 2019). "Culture – Why Janet Jackson is pop's most underrated legend". BBC. Retrieved February 29, 2020.
4. ↑  "Greatest of All Time Hot 100 Artists". Billboard. 2015-11-12. Retrieved 2021-12-22.
5. ↑  "Billboard: Janet Jackson (Hot 100 Songs)". Billboard. Retrieved 1 December 2018.
6. ↑  "Billboard: Janet Jackson (Hot R&B Songs)". Billboard. Retrieved 1 December 2018.
7. ↑  "Billboard: Janet Jackson (Dance Club Songs)". Billboard. Retrieved 1 December 2018.
8. ↑  "Janet Jackson Earns Milestone 20th No. 1 on Dance Club Songs Chart With 'Made for Now'". بیلبورد. Retrieved 2018-12-01.
9. ↑  Trevor Anderson (September 23, 2019). "Rewinding the Charts: In 1989, Janet Jackson's 'Miss You Much' Started a Record Top 10 Streak". بیلبورد. Retrieved December 7, 2020.
10. ↑  "Chart Beat Thursday: Ke$ha, Janet, Reba". Billboard. 2009-12-24. Retrieved 2010-05-16.
11. ↑  "Janet Jackson Earns Milestone 20th No. 1 on Dance Club Songs Chart With 'Made for Now'". بیلبورد. Retrieved 2018-12-01.
12. ↑  "Rolling Stone Music: Janet Jackson, 'Control'". Rolling Stone. 22 September 2020. Retrieved 2020-12-08.
13. ↑  "Rolling Stone Music: Janet Jackson, 'The Velvet Rope'". Rolling Stone. 31 May 2009. Archived from the original on 2013-07-28. Retrieved 2013-08-07.
14. ↑  "Rolling Stone Music: Janet Jackson, Janet Jackson, 'Rhythm Nation 1814'". Rolling Stone. 31 May 2009. Archived from the original on 2013-07-27. Retrieved 2013-08-07.
15. ↑  "Janet Jackson - BURNITUP! (feat. Missy Elliott) (Radio Date: 25-09-2015)" (in Italian). EarOne. September 25, 2015. Retrieved April 8, 2019.
16. ↑  "Janet Jackson - The Great Forever (Radio Date: 26-02-2016)" (in Italian). EarOne. February 25, 2016. Retrieved April 8, 2019.